# Patrick Cramer
Patrick Cramer (nacido el 3 de febrero de 1969) es un químico, biólogo estructural y biólogo de sistemas moleculares alemán. En 2020 fue nombrado miembro internacional de la Academia Nacional de Ciencias. En junio de 2023 fue nombrado presidente de la Sociedad Max Planck.

## Vida
Cramer estudió Química en las Universidades de Stuttgart y Heidelberg (Alemania) de 1989 a 1995. Realizó una parte de sus estudios como becario ERASMUS en la Universidad de Bristol (Reino Unido). Como estudiante de investigación también trabajó en el laboratorio de Sir Alan Fersht en Cambridge (Reino Unido), en el MRC Laboratory for Molecular Biology (LMB). De 1995 a 1998 trabajó como estudiante de doctorado en el laboratorio de Christoph W. Müller en el Laboratorio Europeo de Biología Molecular (EMBL) de Grenoble, Francia. En 1998 se doctoró en Ciencias Naturales (Dr. rer. nat.) por la Universidad de Heidelberg. De 1999 a 2001, Cramer trabajó como investigador postdoctoral y becario de la Fundación Alemana para la Investigación (DFG) en el laboratorio del posteriormente Premio Nobel Roger D. Kornberg, en la Universidad de Stanford (EE. UU.).

En 2001, Patrick Cramer regresó a Alemania, donde obtuvo una plaza de profesor titular de bioquímica en el Gene Center de la Universidad Ludwig Maximilian de Múnich (LMU), donde más tarde, en 2004, fue nombrado catedrático de bioquímica. Patrick Cramer dirigió el LMU Gene Center durante 10 años, de 2004 a 2013. También fue decano de la Facultad de Química y Farmacia de 2007 a 2009, y director del Departamento de Bioquímica de 2010 a 2013. Cramer también fue miembro del Consejo de Investigación de la Universidad de 2007 a 2013 y ponente de la beca de investigación en red SFB464 del Consejo Alemán de Investigación (DFG). (DFG).
El 1 de enero de 2014, Patrick Cramer fue nombrado director del Instituto Max Planck de Química Biofísica en Gotinga, Alemania.  
De 2016 a 2022 fue miembro del Consejo Editorial de Cell . 
Desde el 22 de junio de 2023 es presidente de la Sociedad Max Planck. 

## Logros científicos
Patrick Cramer dirige la investigación básica como jefe del Departamento de Biología Molecular del Instituto Max Planck de Gotinga. También trabaja como gestor científico y profesor honorario en la Universidad de Gotinga. Durante su investigación postdoctoral con Roger Kornberg, Cramer determinó la estructura atómica tridimensional de la ARN polimerasa II, una de las mayores enzimas del núcleo celular. Este trabajo desempeñó un papel decisivo en la concesión del Premio Nobel de Química a Roger Kornberg en 2006 por sus estudios sobre las bases moleculares de la transcripción eucariota.
El laboratorio de Patrick Cramer investiga los mecanismos moleculares y los principios sistémicos de la transcripción de genes en células eucariotas. El laboratorio utiliza métodos integrados de biología estructural, como cristalografía de rayos X, criomicroscopía electrónica y herramientas bioquímicas. El laboratorio Cramer también utiliza la genómica funcional y enfoques de biología computacional para estudiar los principios de la transcripción en células vivas.
El grupo de Patrick Cramer creó la primera película molecular del inicio y la elongación de la transcripción.Además, Patrick Cramer desarrolló métodos para analizar aspectos fundamentales del metabolismo del ARN en las células integrando aspectos de la biología molecular y de sistemas. Su objetivo a largo plazo es comprender la expresión y la regulación del genoma. Así pues, el laboratorio es pionero en un enfoque que combina métodos estructurales y de todo el genoma y que puede denominarse biología de sistemas moleculares.
En abril de 2020, el equipo del Dr. Cramer en el Instituto Max Planck de Química Biofísica creó la primera "estructura 3D de la corona polimerasa"  para el virus COVID-19. Su modelo permitirá a los investigadores "investigar cómo funcionan los fármacos antivirales como el remdesivir, que bloquea la polimerasa, y buscar nuevas sustancias inhibidoras". 
Patrick Cramer también está comprometido con el desarrollo de las ciencias de la vida en Alemania y Europa. Fue uno de los fundadores del clúster nacional de excelencia "Centro para la Ciencia Integrada de Proteínas (CIPSM)" e inició la construcción del nuevo edificio de investigación, el "Centro de Investigación de Biosistemas Moleculares de Múnich (BioSysM)". Además, Cramer fue uno de los miembros del consejo asesor científico y técnico del gobierno del estado de Baviera y trabajó en bioética dentro del instituto TTN. Patrick Cramer también es organizador de conferencias internacionales y forma parte de varios comités científicos y consejos asesores. Desde 2016, Cramer preside el Consejo del Laboratorio Europeo de Biología Molecular (EMBL).

## Publicaciones

### Artículos de investigación originales (selección)
- Schwalb, Björn; Michel, Margaux; Zacher, Benedikt; Frühauf, Katja; Demel, Carina; Tresch, Achim; Gagneur, Julien; Cramer, Patrick (3 de junio de 2016). «TT-seq maps the human transient transcriptome». Science (en inglés) 352 (6290): 1225-1228. Bibcode:2016Sci...352.1225S. ISSN 0036-8075. PMID 27257258. doi:10.1126/science.aad9841.
- Plaschka, C.; Hantsche, M.; Dienemann, C.; Burzinski, C.; Plitzko, J.; Cramer, P. (2016). «Transcription initiation complex structures elucidate DNA opening». Nature 533 (7603): 353-358. Bibcode:2016Natur.533..353P. PMID 27193681. doi:10.1038/nature17990.
- Bernecky, Carrie; Herzog, Franz; Baumeister, Wolfgang; Plitzko, Jürgen M.; Cramer, Patrick (2016). «Structure of transcribing mammalian RNA polymerase II». Nature 529 (7587): 551-554. Bibcode:2016Natur.529..551B. PMID 26789250. doi:10.1038/nature16482.
- Plaschka, C.; Larivière, L.; Wenzeck, L.; Seizl, M.; Hemann, M.; Tegunov, D.; Petrotchenko, E. V.; Borchers, C. H. et al. (2015). «Architecture of the RNA polymerase II–Mediator core initiation complex». Nature 518 (7539): 376-380. Bibcode:2015Natur.518..376P. PMID 25652824. doi:10.1038/nature14229.
- Schulz, Daniel; Schwalb, Bjoern; Kiesel, Anja; Baejen, Carlo; Torkler, Phillipp; Gagneur, Julien; Soeding, Johannes; Cramer, Patrick (21 de noviembre de 2013). «Transcriptome surveillance by selective termination of noncoding RNA synthesis». Cell 155 (5): 1075-1087. ISSN 1097-4172. PMID 24210918. doi:10.1016/j.cell.2013.10.024.
- Kostrewa, Dirk; Zeller, Mirijam E.; Armache, Karim-Jean; Seizl, Martin; Leike, Kristin; Thomm, Michael; Cramer, Patrick (2009). «RNA polymerase II–TFIIB structure and mechanism of transcription initiation». Nature 462 (7271): 323-330. Bibcode:2009Natur.462..323K. PMID 19820686. doi:10.1038/nature08548.
- Bushnell, David A.; Cramer, Patrick; Kornberg, Roger D. (5 de febrero de 2002). «Structural basis of transcription: α-Amanitin–RNA polymerase II cocrystal at 2.8 Å resolution». Proceedings of the National Academy of Sciences (en inglés) 99 (3): 1218-1222. Bibcode:2002PNAS...99.1218B. ISSN 0027-8424. PMC 122170. PMID 11805306. doi:10.1073/pnas.251664698.
- Cramer, P.; Bushnell, D. A.; Fu, J.; Gnatt, A. L.; Maier-Davis, B.; Thompson, N. E.; Burgess, R. R.; Edwards, A. M. et al. (28 de abril de 2000). «Architecture of RNA polymerase II and implications for the transcription mechanism». Science 288 (5466): 640-649. Bibcode:2000Sci...288..640C. ISSN 0036-8075. PMID 10784442. doi:10.1126/science.288.5466.640.

### Artículos de revisión (selección)
- Plaschka, Clemens; Nozawa, Kayo; Cramer, Patrick (2016). «Mediator Architecture and RNA Polymerase II Interaction». Journal of Molecular Biology 428 (12): 2569-2574. ISSN 0022-2836. PMID 26851380. doi:10.1016/j.jmb.2016.01.028.
- Sainsbury, Sarah; Bernecky, Carrie; Cramer, Patrick (2015). «Structural basis of transcription initiation by RNA polymerase II». Nature Reviews Molecular Cell Biology 16 (3): 129-143. ISSN 1471-0072. PMID 25693126. doi:10.1038/nrm3952.
- Cramer, Patrick (2014). «A Tale of Chromatin and Transcription in 100 Structures». Cell 159 (5): 985-994. ISSN 0092-8674. PMID 25416940. doi:10.1016/j.cell.2014.10.047.
- Cheung, Alan C.M.; Cramer, Patrick (2012). «A Movie of RNA Polymerase II Transcription». Cell 149 (7): 1431-1437. ISSN 0092-8674. PMID 22726432. doi:10.1016/j.cell.2012.06.006.
- Cramer, Patrick (2006). «Deciphering the RNA polymerase II structure: a personal perspective». Nature Structural & Molecular Biology 13 (12): 1042-1044. ISSN 1545-9993. PMID 17146456. doi:10.1038/nsmb1206-1042.

### Otras publicaciones (selección)
- Aufbruch in die molekulare Systembiology. - Ensayo para la edición aniversario "20 Jahre Laborjournal", publicado en Laborjournal el 11 de julio de 2014.
- Entwicklungen in der Biomedizin: Genom-Sequenzierung in Diagnose, Prävention und Therape; Systembiologie und Medizin . En: T. Rendtorff (Ed.): Zukunft der biomedizinischen Wissenschaften. Nomos, 2013,ISBN 978-3-8487-0849-9 .
- O. Primavesi, P. Cramer, R. Hickel, TO Höllmann; W. Schön: Lob der Promotion . Publicado en el Frankfurter Allgemeine Zeitung el 19 de julio de 2013.
- J. Hacker, T. Rendtorff, P. Cramer, M. Hallek, K. Hilpert, C. Kupatt, M. Lohse, A. Müller, U Schroth, F. Voigt, M. Zichy. Biomedizinische Eingriffe am Menschen – Ein Stufenmodell zur ethischen Bewertung von Gen- und Zelltherapie . Agua de Gruyter, Berlín.ISBN 978-3-11-021306-5 (2009).

## Premios y distinciones (selección)
- 2000 Premio EMBO para jóvenes investigadores
- 2000 Premio MSC para futuros investigadores
- 2002 Premio GlaxoSmithKline a la Ciencia
- 2004 10.º Premio Eppendorf para Jóvenes Investigadores Europeos
- 2006 Premio Leibniz[13]
- 2008 Medalla Bijvoet, Centro Bijvoet de Investigación Biomolecular, Universidad de Utrecht[14]
- 2009 Premio Ernst Jung de Medicina[15]
- 2009 Premio Familie-Hansen, Fundación Bayer para la Ciencia y la Educación[16]
- 2009 Miembro de la Academia Nacional Alemana de Ciencias (Leopoldina)
- 2009 Miembro del Laboratorio Europeo de Biología Molecular (EMBL)
- 2010 Beca avanzada del Consejo Europeo de Investigación ("TRANSIT")[17]
- 2010 Medalla de Honor del Instituto Robert Koch
- 2011 Premio de la Fundación Feldberg[18]
- 2012 Cátedra de Profesor Visitante de la Fundación Vallee
- 2012 Cruz del Mérito de la República Federal de Alemania[19]
- 2012 Preis Paula und Richard von Hertwig
- 2015 Premio Arthur Burkhardt[20]
- 2015 Profesor invitado, Karolinska Institutet, Estocolmo, Suecia[21]
- 2016 Beca avanzada del Consejo Europeo de Investigación ("TRANSREGULON")[22]
- 2016 Premio del Centenario de la Sociedad Británica de Bioquímica[23]
- 2017 Miembro electo de la Academia Europaea
- 2017 Profesor honorario, Universidad Georg August de Gotinga
- 2017 Cátedra Weigle, Universidad de Ginebra
- 2018 Conferencia inaugural George William Jourdian, Universidad de Míchigan
- 2019 Premio Ernst Schering
- 2020 Medalla Otto Warburg
- 2021 Premio Louis-Jeantet de Medicina[24]
- 2023 Premio Shaw de Ciencias de la Vida[25]